# Tolox
Tolox es un municipio español de la provincia de Málaga, Andalucía. En 2021 contaba con 2203 habitantes.

## Localización
Entre Alozaina y Coín, situada en la falda Este de la Sierra de las Nieves, tiene un acceso privilegiado a esta por una pista forestal que posteriormente se bifurca hacia Istán al sur y hacia Ronda al noroeste. El cauce del Río Grande atraviesa el pueblo de noreste a sur. Dentro de su término municipal se encuentran el Pico de la Torrecilla, el más alto de la citada sierra, y el Sistema Sima GESM, la cavidad de mayor profundidad de Andalucía, con aproximadamente 1100 metros explorados.

## Historia
De origen fenicio, poblado en época romana y fortificado por Omar Ben Hafsun en 883 d. C. durante la rebelión contra el califato de Córdoba. Fue reconquistado por los cristianos en 1485.
El origen de Tolox se remonta al Neolítico, como atestiguan los restos encontrados en la Cueva de la Tinaja, a 4 kilómetros cerca del Río de los Horcajos. Algunos historiadores hablan de su origen fenicio y otros lo sitúan en la órbita del dominio de Tartessos. Así lo indica el castillo, que también fue ocupado por los romanos posteriormente. El nombre parece venir de Tulos (de origen bástulo) que significa monte alto o roca alta.
De la agitada historia de Tolox dan fe sus restos patrimoniales. Apenas algunas referencias en el nombre de las calles permiten reconstruir la planta de lo que fuera el Castillo, centro de rebeliones moriscas y luchas entre cristianos y musulmanes. 

Las primeras noticias de su historia datan del año 883, cuando el castillo fue ocupado por Omar Ben Hafsun, quien lo fortaleció y lo hizo uno de los principales del reino, cuya cabecera residía en Bobastro y enfrentado a los Omeyas de Córdoba.

Fue atacado por Mohamed Almondir, Abdal-lah e incluso Abderramán III, quien ante la negativa de Omar de entregar la fortaleza, preparó un fuerte ataque contra el recinto, pero sería derrotado. A la muerte de Omar en el 917, lo hereda uno de sus cuatro hijos, Soleimán, que, en 921 es vencido por Abderramán III, quien destruye implacablemente la iglesia y la alcazaba ordenando construir una aljama (mezquita o sinagoga).
Sancho de Angulo conquista la villa, que se rinde a los Reyes Católicos en el año 1485. Los reyes concedieron al marqués de Villena el señorío de Tolox y Monda, en compensación por la pérdida del marquesado. Permitieron los monarcas que todos los musulmanes que residían en Tolox y que así lo desearan continuasen viviendo dentro de la población, en barrio aparte que se les señalase, con la única condición de que se declarasen vasallos suyos, respetándolos en su religión, justicia, lengua, indumentaria, usos y costumbres.
Estos privilegios fueron suprimiéndose poco a poco y ocasionando gran tensión en los moriscos, hasta llegar a un enfrentamiento abierto en la Navidad de 1539. Dicen las crónicas que dicho enfrentamiento fue desencadenado por un altercado entre dos mujeres, una morisca y otra cristiana vieja. Como castigo a esta afrenta, llegaron tropas que, tras grandes esfuerzos, consiguieron imponerse. Los moriscos huyeron arrasando los campos y castigando a los labradores.
Quedó Tolox despoblado hasta 1571, año en que se repuebla por orden de Felipe II con cristianos procedentes de Galicia, Sevilla y Córdoba.
En la Guerra de la Independencia lucharon, bajo las órdenes del general jefe del Campo de Gibraltar Francisco Javier de Abadía, contra las tropas invasoras.
La historia contemporánea de esta villa va ligada estrechamente a su Balneario. Desde tiempo inmemorial se conocían en Tolox una serie de fuentes y manantiales conocidos con el nombre de amargosas, quizá por su sabor especial, y que eran utilizadas por los vecinos del pueblo para curar un sinfín de afecciones de forma totalmente empírica, en ingestión y baños. 
Fue José García Rey, natural de Tolox y farmacéutico, quien realizó los necesarios trabajos para la captación del agua mineral y la analizó, catalogándola con el abigarrado nombre de aguas alcalino-bromuradas, amónico-sulfuradas, crenato-ferromagnesianas. El balneario fue inaugurado en 1869, con el nombre de Balneario de Tolox o Balneario de Fuente Amargosa, tres años después de que se descubriera el manantial.

## Geografía humana

### Demografía
Cuenta con una población de 2374 habitantes (INE 2024).
| Gráfica de evolución demográfica de Tolox entre 1842 y 2021                                                           |
| |
| Población de derecho según los censos de población del INE. Población de hecho según los censos de población del INE. |

### Economía

#### Evolución de la deuda viva municipal
| Gráfica de evolución de Deuda viva del Ayuntamiento de Tolox entre 2008 y 2019                                |
| |
| Deuda viva del Ayuntamiento de Tolox en miles de Euros según datos del Ministerio de Hacienda y Ad. Públicas. |

### Transporte público
Tolox no está integrado formalmente en el Consorcio de Transporte Metropolitano del Área de Málaga, aunque la siguiente línea de autobús interurbano opera en su territorio:
| Línea | Trayecto                                        | Información        |
| ----- | ----------------------------------------------- | ------------------ |
| M-344 | Málaga-Tolox (por Cártama y Alhaurín el Grande) | Horarios y Paradas |

## Política y administración

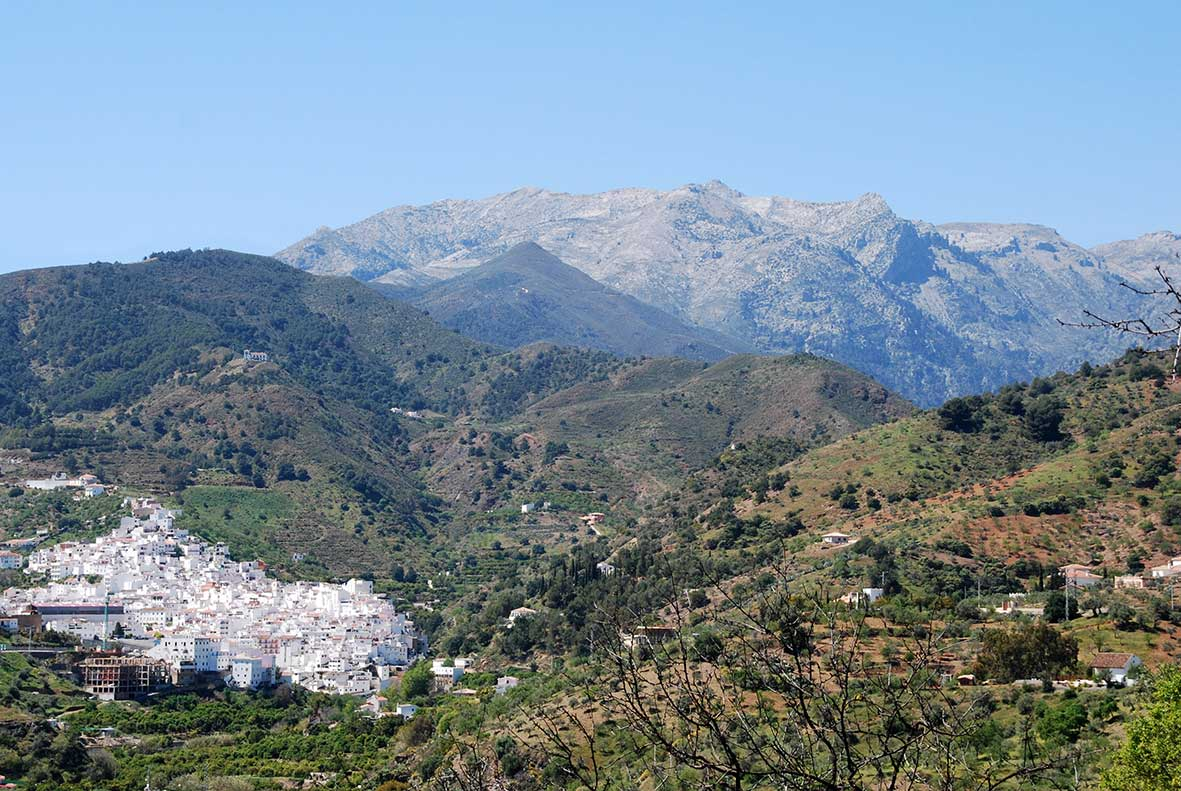
Vista de Tolox

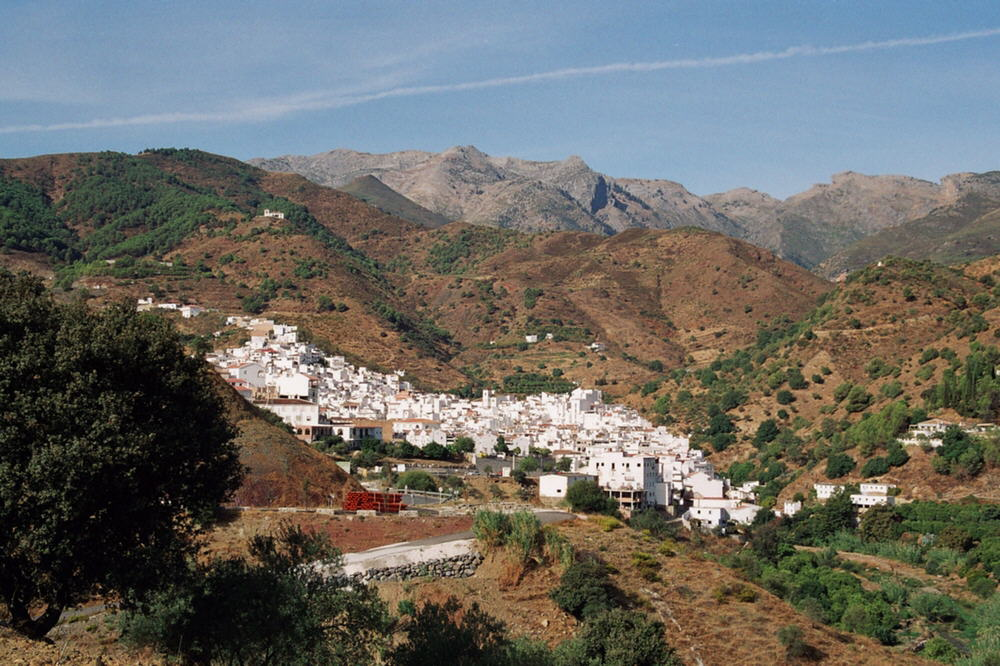
Vista de Tolox desde la carretera de entrada

La administración política del municipio se realiza a través de un Ayuntamiento de gestión democrática cuyos componentes se eligen cada cuatro años por sufragio universal. La Corporación Municipal de Tolox está formada por 11 concejales. En la actualidad está integrada por 6 concejales de PP y 5 de PSOE.
Los alcaldes desde las elecciones democráticas de 1979 han sido:
1979-1983 José Luís Blasco Rojo, G-Independiente.
1983-1987 Antonio Marmolejo Canca, PSOE-A.
1987-1991 Antonio Marmolejo Canca, PSOE-A.
1991-1995 Antonio Marmolejo Canca, PSOE-A.
1995-1999 Antonio Marmolejo Canca, GTI (Grupo Tolox Independiente).
1999-2003 Antonio Marmolejo Canca, PSOE-A; Juan Mesa Pacheco, PSOE-A; Salvador Vera Ballesteros, PSOE-A.
2003-2007 Juan Vera Vera, PA.
2007-2011 Juan Vera Vera, CA (Coalición Andaluza).
2011-2014 Juan Vera Vera, CA.
2014-2015 Antonio Mesa Muñoz, CA.
2015-2019 Bartolomé Guerra Gil, TU (Tolox Unido).
2019-2021 Bartolomé Guerra Gil, PP.
2021-2023 Francisca García Canca, PSOE.
2023- Jerónimo Macias Reina, PP.
Resultados electorales 2019
En las elecciones municipales de 2019, en la que participó un 76,56% del electorado (1326 votos contabilizados), el Partido Popular fue, junto con el Partido Socialista Obrero Español, el ganador de las elecciones debido a que estos dos partidos sacaron los mismos votos, 603 votos cada uno. Ante esta situación los dos partidos contactaron con la Junta Electoral Central para resolverlo. Se repartieron el sexto concejal a suerte, echaron una moneda al aire y el Partido Popular ganó el sexto concejal. Antes de realizar el sorteo el Partido Popular y el PSOE acordaron gobernar cada uno 2 años saliese lo que saliese. El primero en gobernar fue el PP.
Resultados electorales 2023
En las elecciones municipales de 2023, el Partido Popular de Tolox, presidido por Jerónimo Macías Reina ganó por mayoría absoluta consiguiendo en los comicios 765, lo que representa 7 concejales y un 62,5% de los votos emitidos. El PSOE-A ganó 3 concejales y 333 votos, con el 27,2%. POR MI PUEBLO 1 concejal con 97 votos y el 7,92%. La última candidatura presentada, CON ANDALUCÍA, con 15 votos y el 1,22% no consiguió concejal.
Se contabilizaron 1.247 votos, el 74,4% de los votantes registrados. Se produjeron 429 abstenciones, el 25,59%. 23 votos nulos y 14 votos en blanco, lo que da un porcentaje de 1,84% y 1,14% respectivamente.

## Patrimonio cultural y monumental
Balneario: el balneario fue descubierto en 1867 y sus Aguas declaradas de Utilidad Pública en 1871. El edificio actual se levantó en 1906 y en 1931 se le añadió el piso superior. Es el auténtico motor para el turismo en el pueblo.
Barrio alto y Barrio Castillo: los primeros datos que tenemos de Tolox datan del año 883, cuando el castillo fue ocupado por el muladí Omar Ben Hafsúm en su lucha contra los omeyas cordobeses, que convirtió a este castillo en uno de los más importantes de su reino.
Por desgracia solo se conservan algunos restos de este castillo en el barrio que lleva su nombre. Manteniéndose únicamente un lienzo de muralla en una vivienda particular, un pasadizo y el entramado de las calles de este barrio, que se asienta sobre lo que fue su planta.
El Barrio Alto es un lugar pintoresco que mantiene en sus calles ese sabor de raigambre andalusí, con empinadas callejuelas que se adaptan a la orografía del terreno, albergando rincones llenos de vistosas flores, fachadas encaladas y elementos constructivos tradicionales.
Casa del Hidalgo Fernández Villamor: data del siglo XVI. Casa nobiliaria edificada a modo de palacete cuyo acceso, hasta mediados del siglo XX, era a través de una gran escalinata, hoy día modificada. Del exterior destaca la portada, el conjunto de enrejados y el típico encalado andaluz.
Casa-Museo de Artes Populares: es un museo ambientado a la usanza del siglo XIX, donde se expone en 3 amplias salas  y una sala dedicada a los aperos del campo y a algunas de las piezas del último molino de aceite que molió en Tolox. También cuenta con una exposición de fotografías de los años 50.
El Museo de Artes y Tradiciones Populares de Tolox abrió en 1992. Consta de un dormitorio donde podemos destacar la cama con colchón de lana, cuna, misal, alpargates o traje típico toloxeño; el comedor está dedicado a las familias más pudientes, en él destacamos una colección de juguetes, varias radios, una cartilla de racionamiento y un “pan de higo pintao”. 
En la cocina lo principal es la chimenea con su caldera y otros objetos llamativos son un tostador de café, alcuceros, piedras de moler sal o planchas.
Los aperos de trabajo se exponen en un solo espacio, juntos encontramos los de labranza, los de carpintero, panadero o molinero; entre todos ellos lo más llamativo es la era con su tabla de trilla.
Ermita de la Virgen de las Nieves: situada en pleno corazón de la Sierra de las Nieves; a 5 km del pueblo de Tolox, en pleno parque natural se encuentra la ermita de Ntra. Señora Virgen de Las Nieves.
Fue construida con piedras naturales del terreno conformando una bella imagen paisajística enmarcada por el pino y la roca caliza, que junto con un clima de montaña permiten al visitante disfrutar del ambiente tan saludable que se respira en este entorno.
Ermita de San Roque: fue construida en los años 80 del siglo XX por el párroco Don José Carretero sobre los restos de una ermita primitiva en honor del patrón de la localidad, San Roque,  se encuentra en el paraje de la Atalaya y dista unos 2 km del municipio.
Su arquitectura muy sencilla combina el blanco de la fachada con un zócalo de piedra, rematado por una escalinata sobre la que se encuentra una pequeña cruz de hierro forjado.
En el exterior, una explanada acondicionada con bancos y mesas de madera y palmeras que engalanan el entorno y dan buena sombra, permite a los visitantes y gentes del pueblo disfrutar de la hermosa panorámica que se aprecia desde allí; por un lado, la Sierra de las Nieves; y por otro, el valle del río Grande.
En la primera quincena de agosto, justo antes de la feria de San Roque, se celebra la Romería del Patrón, desde la iglesia del pueblo hasta la ermita.
Iglesia San Miguel Arcángel: la iglesia de San Miguel acabó de construirse a principios del siglo XVI, en 1505. Fue en este templo donde se refugiaron los cristianos durante la sublevación morisca de 1568. Tras su incendio, fue reconstruido en 1577 por el maestro mayor de la Catedral de Málaga, Diego de Vergara, quien mandó derribar las paredes del altar mayor, muy afectadas por el fuego.
En 1632 el templo necesitó ser restaurado nuevamente. Consta de tres naves separadas por arcos de medio punto que descansan sobre pilares cuadrangulares. La cubierta de la capilla del altar mayor, el coro y las capillas laterales, con bóvedas semiesféricas, corresponden al siglo XVII. En su interior se conservan tres lienzos de la escuela antequerana datados del siglo XVIII que representan los Desposorios de la Virgen, la Epifanía y la Adoración de los pastores, obras atribuidas a Diego de la Cerda.
En el exterior destaca la torre, de planta cuadrada, está situada en la cabecera de la nave del evangelio, parece ser fue levantada sobre el alminar de la antigua mezquita. Destacable también son las dos portadas, con arcos de medio punto entre pilastras.
En el interior se combinan diferentes estilos, como la armadura mudéjar, clásicos arcos de medio punto, o las posteriores bóvedas de la capilla del altar mayor o de los laterales.
Murallas del Castillo: las murallas del Castillo de Tolox, cuya construcción se atribuye a los fenicios, constituyen la muestra arquitectónica más antigua de esta localidad.
Los romanos lo utilizaron durante su estancia en la zona y en el año 883 fue ocupado por el rebelde Omar Ben Hafsun, que lo reconstruyó e hizo de él una de sus más seguras defensas de la zona.
Prácticamente desaparecido a finales del siglo XV, de la antigua fortaleza sólo se conserva un lienzo de muralla y un pasadizo. En el lugar que ocupaba fue configurándose el pintoresco barrio de la Rinconada del Castillo.
Paseo del Balneario: el bello y agradable paseo del Balneario tal y como lo llaman los habitantes de este pequeño pueblo, se rodea por grandes árboles que dan sombra a las calurosas tardes estivales, conduce al balneario de Fuente Amargosa.
El edificio fue construido en 1906 sobre otro anterior de la segunda mitad del siglo XIX. Sus aguas son afamadas por sus propiedades curativas de afecciones de los sistemas respiratorio y urinario.
Paseo de la Alfaguara: este paseo comienza en la Plaza Alta y discurre por el río de la Alfaguara, observándose en su trazado los antiguos molinos hidráulicos apostados a los lados de su cauce.
Conduce, este paseo, a la cañada de las Carnicerías donde podremos contemplar el contraste producido entre la presencia casi conjunta de pinsapos, árbol emblemático del parque natural de la Sierra de las Nieves, naranjos y aguacates.
Estamos hablando de un paraje donde conviven especies vegetales de alta montaña con otras de ámbitos subtropicales.
Plaza Alta: Tolox alberga diferentes plazas, pero podemos destacar la Plaza Alta como la plaza más grande del pueblo, que destaca por albergar las casas más insignes del municipio, todas ellas de blancas y hermosas fachadas con todo el sabor y encanto del paso del tiempo en sus muros. Destacan, del resto del conjunto, la que fuera en su tiempo Casa de la Santa Inquisición, de finales del XVII, que presenta una portada de ladrillo visto enmarcada por pilastras, y la Casa del hidalgo Fernández Villamor, del siglo XVI, con fachada encalada en la que resalta la artística rejería.

## Turismo
El Balneario de Tolox de toma de aguas y vapores está indicado para afecciones respiratorias y alérgicas. Se abre desde el 1 de mayo hasta el 31 de octubre. Dispone de alojamiento para sus usuarios y de asesoramiento médico para quien así lo desee.
El Museo de Artes y Tradiciones Populares de Tolox abrió en 1992. A través de su mobiliario, aperos y fotografías de personas y calles,  recrea en él la vida típica del pueblo a finales del siglo XIX.
Consta de un dormitorio donde podemos destacar la cama con colchón de lana, cuna, misal, alpargates o traje típico toloxeño;  el comedor está dedicado a las familias más pudientes, en él destacamos una colección de juguetes, varias radios, una cartilla de racionamiento y un “pan de higo pintao”. En la cocina lo principal es la chimenea con su caldera y otros objetos llamativos son un tostador de café, alcuceros, piedras de moler sal o planchas. Los aperos de trabajo se exponen en un solo espacio, juntos encontramos los de labranza, los de carpintero, panadero o molinero; entre todos ellos lo más llamativo es la era con su tabla de trilla.

## Fiestas
A lo largo del año encontramos diversas festividades que se celebran en nuestro pueblo y que contribuyen a la riqueza cultural del mismo. 
- Carnavales: Los carnavales celebrados en Tolox ya se realizaban a finales del siglo XVII, constituyendo uno de los carnavales más antiguos de la provincia. En esta festividad destaca el Martes, famoso y conocido como el "Día de los polvos blancos" en el que niños, niñas y mayores se empolvan con polvos de talco en la Plaza Alta del pueblo y el casco antiguo. Durante la festividad del carnaval, en la Plaza Alta de Tolox actúan diferentes murgas y chirigotas, parodiando representaciones. Además de concursos de disfraces.  
- Fiestas y cohetá de San Roque: El segundo fin de semana de agosto se celebra la feria de Tolox que hace honor al patrón del pueblo, San Roque. Se inaugura con el "toro en fuego" y ese mismo día se realiza un "concurso de reyes". Al día siguiente, se celebra la "fiesta del agua" en la que los vecinos hacen una "lucha de agua". Pero, sin duda, la fiesta más importante es la "cohetá". Se trata de una fiesta en la que tiene lugar la procesión del patrón San Roque, el día 16 de agosto. Durante la procesión los vecinos y visitantes lanzan cohetes creando un ambiente único y especial. 
Aparte de estas dos, encontramos diversas festividades que se celebran como la ruta a caballo de la Sierra de las Nieves,  la Semana Santa, la romería de la Virgen de las Nieves, el Corpus Christi, la Semana Cultural, el ARTolox, el Festival Folclórico Nacional Villa de Tolox, la Feria del Carmen o el Día de las Mozas.